# Münchehofe
Münchehofe è un comune di 495 abitanti del Brandeburgo, in Germania.

Appartiene al circondario di Dahme-Spreewald ed è parte dell'Amt Schenkenländchen.

## Geografia antropica

### Suddivisioni amministrative
Il territorio comunale comprende 3 centri abitati, nessuno dei quali possiede lo status ufficiale di frazione:
- Münchehofe (centro abitato)
- Birkholz
- Hermsdorf